# Glenea cardinalis
Glenea cardinalis là một loài bọ cánh cứng trong họ Cerambycidae.